# Herman (Nebraska)
Herman – wieś w Stanach Zjednoczonych, w stanie Nebraska, w hrabstwie Washington.